# 三菱水島病院
三菱水島病院（みつびしみずしまびょういん）は、かつて岡山県倉敷市水島地区にあった民間病院。2009年3月31日廃止。

## 概要
- 設置者　三菱自動車工業株式会社
- 病院長　森野靖雄（総院長）
- 所在地　〒712-8066 岡山県倉敷市水島高砂町6-1
- 開設日　1946年（昭和21年）
- 病床数　120床

1942年（昭和17年）に設立された、三菱重工業株式会社 水島航空機製作所 付属診療所が前身。工場の付属病院であるためか、産婦人科・小児科には力を入れており、隣接する母子周産期センターがあった。近年は患者の高齢化に伴い、リハビリ、デイケアなども重視。企業立病院ではあるが、2007年には70%の患者が地域の一般住民であった。
病院を経営する三菱自動車の経営悪化や、診療報酬の改定、医師確保が困難なことなどを理由に2009年3月31日に廃止となった。

## 診療科
- 内科
- 外科
- 整形外科
- 小児科
- 産婦人科
- 放射線科
- 眼科
- 耳鼻咽喉科
- 皮膚科
- 泌尿器科
- 歯科

## 沿革
- 1942年（昭和17年）　三菱重工業株式会社 水島航空機製作所 付属診療所を開設。
- 1943年（昭和18年）　三菱重工業株式会社 名古屋航空機製作所岡山工場 付属診療所。
- 1946年（昭和21年）　三菱重工業株式会社 水島機器製作所 付属水島病院を設立。(病床数:62床[伝染病6結核5を含む])
- 1950年（昭和25年）　三菱重工は三社に分割され、自動車部門は中日本重工業に。
- 1952年（昭和27年）　中日本重工業は新三菱重工業に改称。
- 1956年（昭和31年）　三菱病院に改称。
- 1960年（昭和35年）　新三菱水島病院に改称。
- 1964年（昭和39年）　三社合併により、再び三菱重工に。三菱水島病院に改称。本館を竣工・移転。(病床数：117床)
- 1970年（昭和45年）　三菱重工から自動車部門が独立し、三菱自動車工業株式会社となる。
- 1979年（昭和54年）　リハビリセンターを竣工。
- 1986年（昭和61年）　検診部門を開設。
- 1989年（平成元年）　母子診療センターを竣工。
- 1995年（平成7年）　訪問看護を開始。
- 1996年（平成8年）　老人デイ・ケアを開始。
- 1997年（平成9年）　検診センターを竣工、検診部門を移転。
- 2000年（平成12年）　居宅介護支援事業所・居宅サービス事業所(居宅介護支援センター)を設置。院外処方に移行。
- 2009年（平成21年）　3月31日で廃止。67年の歴史を閉じた。

## 廃止後の建物再利用計画
病院廃止後、建物は（2009年11月時点）も残されていたが、三菱自動車はこの建物について、自社の水島製作所で製造されている電気自動車「i-MiEV」に搭載されている電池部品の組み立て工場として再利用する計画を進めている。現在、滋賀県草津市にあるリチウムエナジージャパンの工場で行なわれている組み立て作業の一部を、計画されている新工場に移管することで、コストの削減と作業の効率化を図るのが狙い。

- 2013年7月1日には、三菱自動車と日産自動車が共同設立したNMKVの水島オフィスが、三菱水島病院の所在地に設置された[3]。

## 交通アクセス
- 水島臨海鉄道

水島駅から西へ徒歩約5分（常盤駅からも近い）
- 両備バス

倉敷方面から、「水島駅行」「新日本石油行」「日鉱ペトコ行」「西埠頭行」「呼松行」で「三菱病院前」下車
玉島方面から「水島港行」で「三菱病院前」下車
倉敷方面、玉島方面から「JFE南門行」で「明神町」下車、東へ徒歩約1分

## 註
1. ↑  病院ホームページ[リンク切れ]（2009年7月2日閲覧）によると3月31日廃止、山陽新聞[リンク切れ]（2009年7月2日閲覧）によると3月27日廃止となっている。
2. ↑  旧三菱水島病院、電池部品組み立て工場に…岡山 - 関西発：YOMIURI ONLINE（読売新聞） 2009年11月13日、archive版
3. ↑  “Information | NMKV”. www.nmkv.com. 2019年10月10日閲覧。